# Haochen Zhang
Haochen Zhang (en chino, 张昊辰; pinyin: zhāng hàochén) (nacido el 3 de junio de 1990) es un pianista chino de Shanghái, China.

## Datos biográficos
Zhang empezó a estudiar piano a los tres años y medio y dio su primer recital en el Shanghai Music Hall al cumplir los cinco años. A los seis años tuvo su debut como solista tocando el Concierto número 21 de Mozart (K. 467) con la Orquesta Sinfónica de Shanghái. Le fue otorgado el primer premio en el Concurso para piano de Shanghai a la edad de 7 años y una otra vez a los nueve años. A los once, Zhang viajó a las principales ciudades de China tocando sonatas de Beethoven y de Mozart así como los Estudios de Chopin. A la edad de doce años ganó el cuarto Concurso Internacional Tchaikovsky para jóvenes intérpretes, convirtiéndose en el más joven ganador de ese concurso en la historia del evento. En 2004, debutó en el 49 Festival Internacional de Chopin desarrollado en Duszniki, Polonia.
En 2005, Zhang se trasladó a los Estados Unidos de América para asistir a los cursos del Curtis Institute of Music como beneficiario de una beca integral a fin de estudiar con Gary Graffman, quien también fue profesor de Lang Lang y Yuja Wang. El año siguiente hizo su debut con la Orquesta de Filadelfia.
En octubre de 2007, con solo 17 años de edad, Zhang logró ser el ganador más joven del Concurso Internacional de piano de China; y un año más tarde hizo su debut en el Carnegie Hall con la Sinfónica de Nueva York tocando el Concierto N. 20 para piano de Mozart (K.466)
Fue finalista en el décimo tercer Concurso internacional para piano Van Cliburn en el año 2009, siendo reconocido como uno de los más jóvenes ganadores en la historia de la competición. Zhang recibió en 2017 la beca Avery Fisher Career Grant como reconocimiento a su singular talento.

## Filmografía

### Programa de variedades
| Año  | Programa   | Notas    |
| ---- | ---------- | -------- |
| 2017 | Happy Camp | invitado |